# Pikkelyes galamb
A pikkelyes galamb (Patagioenas speciosa) a madarak osztályának galambalakúak (Columbiformes) rendjébe és a galambfélék (Columbidae) családjába tartozó faj.

## Rendszerezése
A fajt Johann Friedrich Gmelin német természettudós írta le 1789-ben, a Columba nembe Columba speciosa néven.

## Előfordulása
Mexikó, Belize, Costa Rica, Honduras, Nicaragua, Panama, Argentína, Bolívia, Brazília, Kolumbia, Ecuador, Francia Guyana, Guatemala, Guyana, Paraguay, Peru, Suriname, Venezuela, valamint Trinidad és Tobago területén honos. 
Természetes élőhelyei a szubtrópusi és trópusi síkvidéki és hegyi esőerdők, valamint száraz szavannák. Állandó, nem vonuló faj.

## Megjelenése
Testhossza 28-34 centiméter, testtömege 262 gramm.

## Életmódja
Gyümölcsökkel táplálkozik.